# Comuna Djulînka, Berșad
Djulînka (în ucraineană Джулинка) este o comună în raionul Berșad, regiunea Vinnița, Ucraina, formată din satele Berizkî-Berșadski și Djulînka (reședința).

## Demografie
Componența lingvistică a satului Djulînka
     Ucraineană (98,42%)
     Rusă (1,38%)
     Alte limbi (0,04%)
Conform recensământului din 2001, majoritatea populației satului Djulînka era vorbitoare de ucraineană (98,42%), existând în minoritate și vorbitori de rusă (1,38%).